# Джаков, Крум Стефанович
Джаков Крум Стефанович (7 июня 1909, София, Болгария — 22 декабря 1977, Ленинград, СССР) — советский живописец, член Ленинградского союза художников.

## Биография
Джаков Крум Стефанович родился 7 июня 1909 года в Софии, Болгария, в семье архитектора. Первоначальное художественное образование получил в Софии, под руководством болгарского художника Христо Станычева. С 1923 г. член подпольного Болгарского коммунистического молодежного союза в Пловдиве. В 1926 г. по решению ЦК БКМС переплявлятся в СССР. Поступает на учебу во ВХУТЕМАС, в Москве. Обучается у П. Кончаловского и П. Радимова. С 1929 года жил в Ленинграде. В 1934 году принял советское подданство. В 1934—1935 годах учился в Ленинградском институте повышения квалификации работников искусств. В 1936 году стал членом Ленинградского союза художников.
В 1939—1945 годах участвовал в войне с белофиннами и Великой Отечественной войне, в звание младшего лейтенанта 146-о стрелкового Островского полка, 44-й стрелковой Чудовской Краснознамённой дивизии. Был ранен, награждён орденом Красного Знамени.
Участник выставок с 1936 года. Писал городские и ландшафтные пейзажи, жанровые картины. Совершал творческие поездки по Волге и Волго-Балту, в Карелию, Новгород, Старую Ладогу, в Болгарию, Киргизию, Дагестан. Наиболее известны ленинградские пейзажи художника. Автор картин «У стадиона имени С. Кирова» (1950), «В Московском парке Победы» (1951), «В лесу» (1953), «Белая ночь» (1955), «Праздничный Ленинград», «В первое плавание» (обе 1959), «Утро индустриальной Невы» (1960), «Весна» (1961), «Ветераны Пулкова» (1964), «Оттепель» (1965), «Город над вольной Невой» (1977) и др.
Скончался 22 декабря 1977 году в Ленинграде.
Произведения К. С. Джакова находятся в музеях и частных собраниях в России, Франции, Болгарии, Германии и других странах.

## Выставки
- 1951 год (Ленинград): Выставка произведений ленинградских художников.
- 1956 год (Ленинград): Осенняя выставка произведений ленинградских художников.
- 1960 год (Ленинград): Выставка произведений ленинградских художников.
- 1961 год (Ленинград): «Выставка произведений ленинградских художников» открылась в залах Государственного Русского музея .
- 1964 год (Ленинград): Ленинград. Зональная выставка.
- 1965 год (Ленинград): Весенняя выставка произведений ленинградских художников.
- 1977 год (Ленинград): Выставка произведений ленинградских художников, посвящённая 60-летию Великого Октября.
- 1984 год (Ленинград): Подвигу Ленинграда посвящается. Выставка произведений ленинградских художников, посвящённая 40-летию полного освобождения Ленинграда от вражеской блокады.